# Калиев, Гани Алимович
Гани Алимович Калиев (каз. Ғани Әлімұлы Қалиев; 19 июля 1938, аул Бельбасар, Джамбульская область, КазССР, СССР — 12 марта 2024) — политический деятель Республики Казахстан, доктор экономических наук (1981), профессор (1986), академик Национальной академии наук Республики Казахстан (1996), заслуженный деятель науки РК (1994), академик ВАСХНИЛ (1991), впоследствии член Российской академии сельскохозяйственных наук, с 2014 — иностранный член Российской академии наук, академик Национальной академии аграрных наук Украины.
Первый председатель Межгосударственного научно-проблемного совета по аграрной экономике, созданного в 1996 году при Межправительственном совете по вопросам АПК стран СНГ. С 1994 года — почётный гражданин города Теннеси и одноимённого штата США. Заслуженный деятель науки Казахской Советской Социалистической Республики. Председатель партии «Ауыл».

## Биография
Родился 19 июля 1938 года в ауле Бельбасар Чуйского района Джамбульской области в семье учителей. Происходит из рода сикым племени дулат.
Образование
- в 1962 году окончил Киргизский государственный университет по специальности «экономика сельского хозяйства».
- в 1965—1967 годах[1] обучался в аспирантуре Московского государственного университета имени М. В. Ломоносова, защитил кандидатскую диссертацию на тему «Производственные типы овцеводческих совхозов Алма-Атинской области и перспективы их развития»[4].
- в 1981 году защитил докторскую диссертацию на тему «Размещение, специализация и концентрация производства в овцеводческих совхозах Казахстана: опыт и проблемы»[5]

Трудовой стаж:
- в 1962—1963 годах[1] старший экономист совхоза «Майтобе» Таласского района Джамбульской области
- в 1963—1964 годах[1] преподаватель кафедры планирования народного хозяйства Алма-Атинского института народного хозяйства,
- с 1968 — сотрудник в Казахском научно-исследовательском институте экономики и организации сельского хозяйства (ныне НИИ экономики АПК и развития сельских территорий).
- в 1981—1984 годах руководил разработкой и внедрением в производство оптимальных параметров перспективных агропромышленных формирований в плодоовощеводстве, хлопководстве, скотоводстве и овцеводстве, специализации сельхозпредприятий в условиях межхозяйственной кооперации.
- С октября 1984 года — директор Казахского научно-исследовательского технологического института овцеводства.
- С 1988 года — директор Казахского научно-исследовательского института экономики и организации сельского хозяйства (КазНИИЭиОСХ).
- В 1991—1992 годах под руководством Г. Калиева разработана «Концептуальная программа развития агропромышленного комплекса на 1993—1995 гг. и до 2000 г.».
- с 1992 года — президент республиканской Ассоциации крестьянских (фермерских) хозяйств.
- В 1990 году Г. Калиев избран депутатом Верховного Совета Казахской ССР (1990—1993 годы)
- В 1999 году Г. Калиева избрали депутатом Мажилиса Парламента РК (1999—2004 годы).
- В 1991—1996 годах — президент Казахской академии сельскохозяйственных наук[1].

Скончался 12 марта 2024 года в возрасте 85 лет.

## Научная деятельность
Основное направление научной деятельности — проблемы повышения эффективности овцеводства. Основные труды посвящены вопросам аграрной теории и политики.

## Награды
- Орден «Парасат» (2002)
- Памятная медаль «Астана» (1998)
- Медаль «Тыңға 50 жыл»
- Медаль «За освоение целинных и залежных земель»